# طاقة الرياح في المغرب

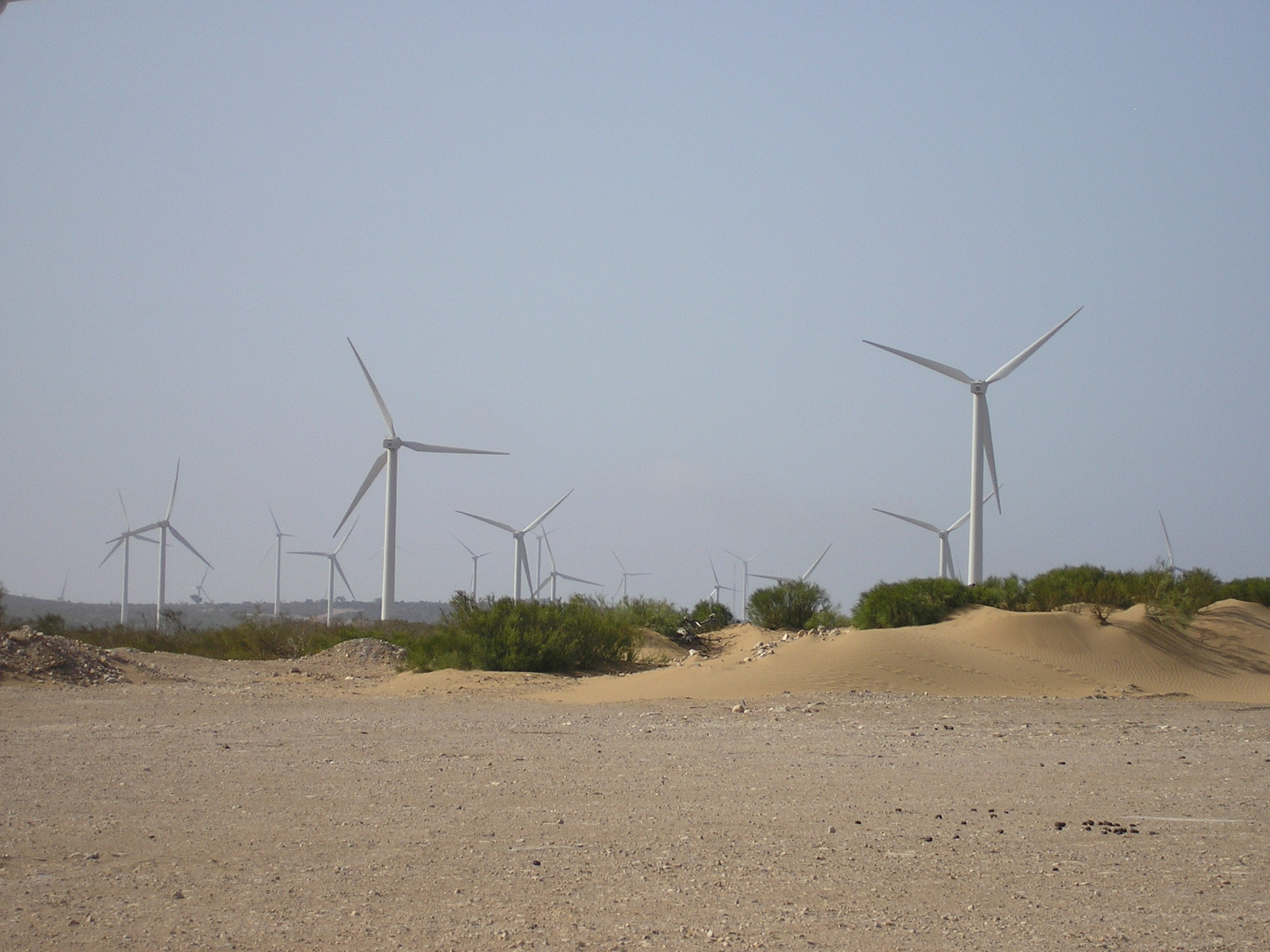
توربينات هوائية بمحطة لتوليد الطاقة من الرياح قرب الصويرة.

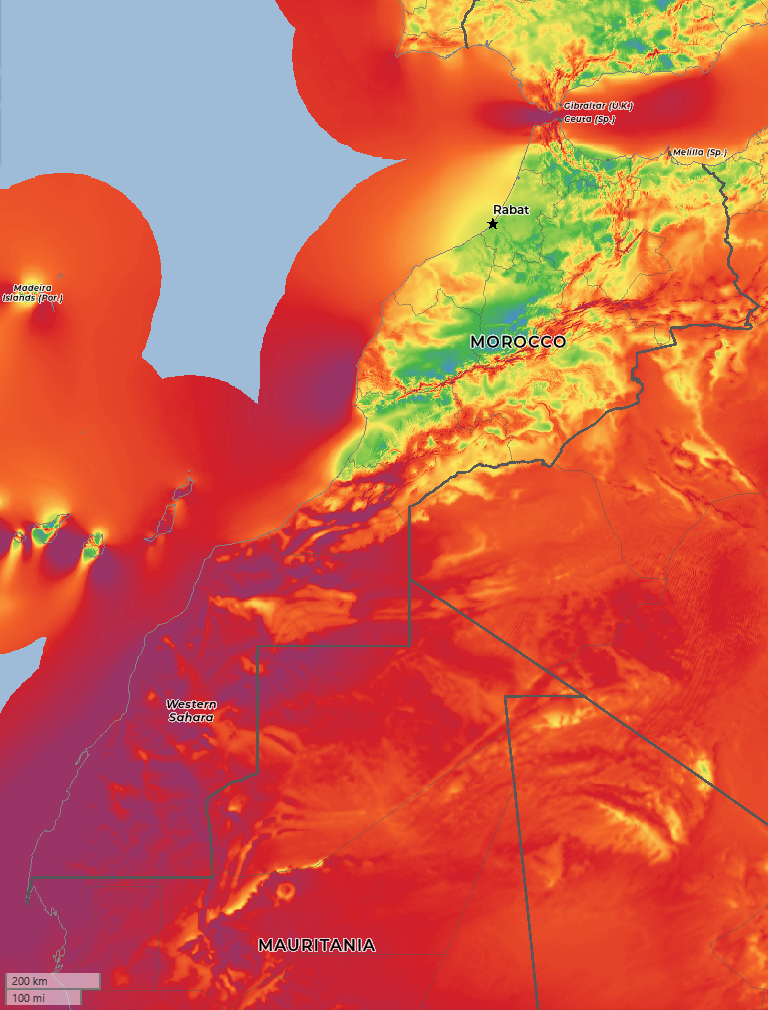
متوسط سرعة الرياح في المغرب.

طاقة الرياح في المغرب هي أحد مصادر توليد الطاقة الكهربائية في المملكة المغربية وتقدر القدرة الإجمالية لمولدات الطاقة المركبة في المغرب بـ 275 ميغاواط  ويجري تركيب 800 ميغاواط.

## مزارع الرياح في المغرب
1. طنجة (140 ميغاواط - 165 توربين - 2009)
2. تازة (100 ميغاواط - 2009)
3. طنجة (75 ميغاواط - 126 توربين - 2009)
4. الصويرة (20 ميغاواط - 2009)[3]
5. طنجة (65 مبغاواط - ) [4]
6. الصويرة (65 ميغاواط - 2007)
7. طنجة - تطوان (50 ميغاواط - 84 توربين- 2000)
8. تطوان (32 ميغاواط - 2005)[5]

## قيد الإنشاء
1. مزرعة الرياح العيون (240 ميغاواط - -)[6]
2. مزرعة الرياح فم الواد (200 ميغاواط - 2011)[7]
3. مزرعة الرياح طرفاية (300 ميغاواط - 2013)[8][9]
4. مزرعة الرياح تازة-الطواهر (150 ميغاواط - 2011-2014) [10][11]
5. مزرعة الرياح طنجة-دار الشاوي (135 ميغاواط - 45 عمود هوائي - 2012) [12]
6. طنجة - YNNA للطاقة الطبيعية (50 ميغاواط - نهاية 2010) [3]